# Haeju
Haeju (Koreaans: 해주) is een stad in de Noord-Koreaanse provincie Hwanghae-namdo.
Haeju telt ruim 273.000 inwoners.

## Geschiedenis
Het gebied rond Haeju is bekend met bewoning sinds de nieuwe steentijd, omdat schelphopen, aardewerk en stenen werktuigen zijn gevonden bij Ryongdangp'o. Tijdens de periode van de Drie koninkrijken van Korea was het gebied bekend onder de naam "Naemihol". In het jaar 757 werd het veroverd door het koninkrijk Goguryeo, dat het later weer verloor aan het koninkrijk Silla. Onder koning Taejo van de Goryeodynastie kreeg het zijn huidige naam.
De Sohyon-academie is gelegen in de Unbyong-vallei, in Soktamgugok (negen valleien). Dit was een Confuciaanse instelling, nabij Haeju gesticht door de beroemde geleerde Yi Yulgok (1536–1584).
Volgens de Noord-Koreaanse regering was de Noord-Koreaanse aanval op Zuid-Korea op 25 juni 1950 een antwoord op het twee dagen durend bombardement door Zuid-Korea, en hun verrassingsaanvallen op Haeju en andere plaatsen. Op de vroege ochtend van 26 juli kondigde het Zuid-Koreaanse Bureau van publieke informatie aan, dat de zuidelijke strijdkrachten Haeju hadden ingenomen. De Zuid-Koreaanse regering ontkende later de inname en gaf de schuld van het bericht aan een officier die overdreef.

## Geografie
Haeju ligt in het uiterste westen van Korea, 60 km ten noorden van de DMZ Korea en 100 km ten zuiden van Pyongyang. De stad en omgeving bestaan uit vlakten en heuvelland. De bekendste heuvels zijn: Mount Suyang (946 m), Mount Jangdae (686 m) en de Namheuvel (122 m).

### Klimaat
Haeju heeft een vochtig continentaal klimaat met code Dwa volgens de klimaatclassificatie van Köppen, met koude droge winters en warme, vochtige zomers. De gemiddelde maximumtemperatuur overdag bedraagt in augustus 28,8°C en in januari -0,4°C. Het gemiddeld minimum bedraagt in januari -8,7°C. De jaarlijkse neerslag is 1148 mm; juli is de natste maand met 345 mm, februari de droogste men 15 mm. Het aantal uren zon bedraagt gemiddeld 2320 per jaar, daarbij is juli de somberste maand met 133 uur.

### Administratieve indeling
Haeju is verdeeld in zeven stedelijke wijken ("dong") en een aantal landelijke dorpen ("ri").

## Bezienswaardigheden

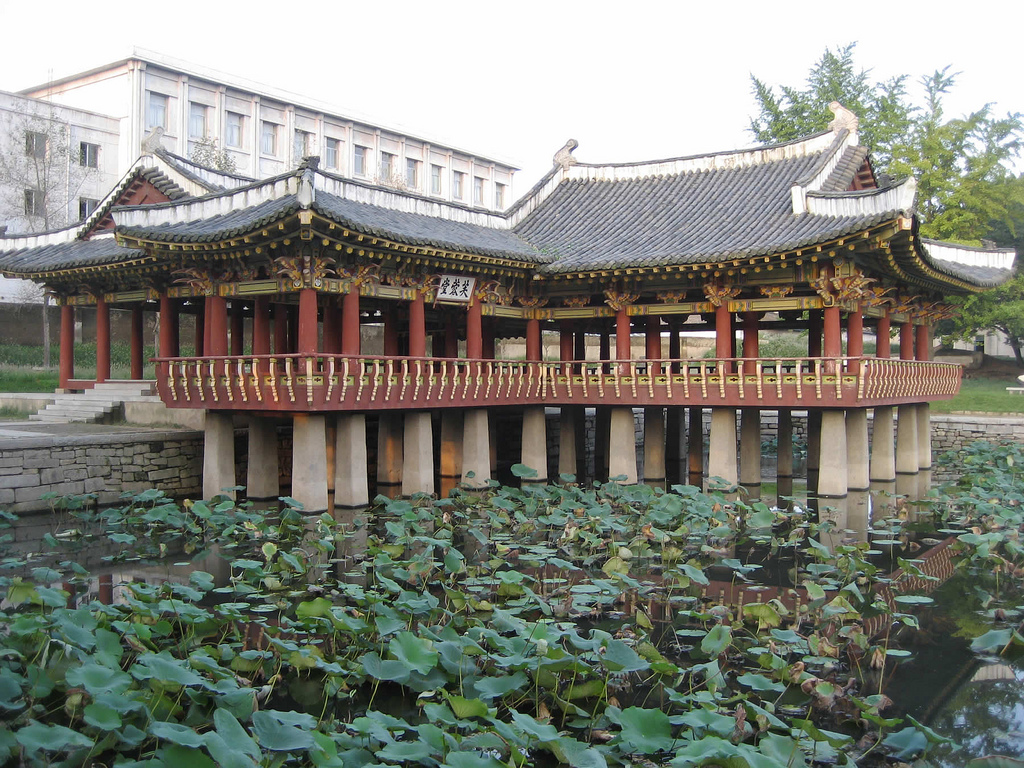
Puyongpaviljoen

Belangrijke toeristische attracties zijn het Puyong Paviljoen, het Dharani monument, de Sokbinggo, en enkele bomen die zijn geclassificeerd als natuurmonument van Noord-Korea. Buiten de stad liggen de Suyangsan-watervallen, het Sokdamgugok natuurgebied, het Suyangsan-fort en de Sohyon-academie.

## Economie
In de stad zijn een aantal ondernemingen op het gebied van de chemische- en de cementindustrie werkzaam.

## Transport
Haeju beschikt over een vliegveld voor zowel civiel als militair gebruik. De zeehaven wordt eveneens door vracht- en marineschepen gebruikt. De stad en haven zijn verbonden met Sariwŏn via de Hwanghae Ch'ŏngnyŏn- spoorlijn.

## Onderwijs
In Haeju bevindt zich een pedagogische hogeschool, een hogeschool voor kunstonderwijs en een landbouwuniversiteit.

## Geboren in Haeju
- Syngman Rhee (1875-1965), de eerste president van Zuid-Korea
- Jong Song-ok (1974) gouden medaillewinnaar wereldkampioenschap marathon 1999, Sevilla